# Lichtenfeld Imre
Lichtenfeld Imre (Budapest, 1910. május 26. – Netánja, 1998. január 9.) birkózó, a krav maga önvédelmi rendszer kifejlesztője. Neve (angolul: Imrich Lichtenfeld), birkózóként Imi Szdeór (héberül: אִימִי שְׂדֵאוֹר) néven ismert.

## Élete
Apja nyomozó és közelharcoktató volt. Pozsonyban nőtt fel. Sikeres ökölvívó és birkózó volt. Az 1930-as évek végén antiszemita túlkapások fenyegették a pozsonyi zsidóságot. A többi zsidó ökölvívóval és birkózóval együtt megpróbált segíteni társainak. Ebben az időben tanulta meg, hogy a sportnak semmi köze a valódi küzdelemhez. Elkezdett egyszerű önvédelmi technikákat kifejleszteni.
1940-ben Szlovákiából Palesztinába menekült, ahova 1942-ben érkezett meg. Itt zsidó földalatti szervezetek tagjait tanította (Hagana és Palmah).
Izrael megalapítása után, 1948-ban a Védelmi Erőknél a testnevelés- és közelharcoktatás vezetője lett.
Később módosította a krav magát a rendőrség és a civilek igényei szerint.
Az 1990-es évek elején egy közeli tanítványával és asszisztensével, Eyal Yanilovval életre hívta a Nemzetközi Krav Maga Szövetséget (IKMF), melynek 1996-tól a legmagasabb oktatói fokozattal rendelkező Eyal Yanilov az elnöke.
1998 januárjában hunyt el az izraeli Netánjában.